# سورات تابوانگ
سورات تابوانگ (تایلندی: สุรัช ทับวัง) که بیشتر با نام هنری آزی په هیراک (تایلندی: เป้ ไฮ-ร็อก) شناخته می‌شود، خواننده، ترانه‌سرا، بازیگر و شخصیت تلویزیونی سرشناس تایلند است
. او در دهه ۹۰ میلادی با به عنوان خواننده اصلی گروه هوی متال هیراک (Hi-Rock) فعالیت می‌کرد. او در استان نونتابوری متولد شد].

## دیسکوگرافی

### هیراک
- (1990) "Khon Phun Rock" (คนพันธุ์ร็อก)
- (1991) "Bunyat Phar Paed" (บัญญัติผ่าแปด)
- (1993) "Jeb Kwa Nee Mee Eek Mai" (เจ็บกว่านี้มีอีกไหม)
- (1995) "HIV"

### انفرادی
- (1998) "Choab Dieaw"
- (2002) "Program"

## لینک های خارجی
- سورات تابوانگ در اینستاگرام